# Giovanni Godoli
Giovanni Godoli (Firenze, 10 marzo 1927 – Firenze, 26 ottobre 2006) è stato un astronomo italiano.

## Biografia
Formatosi alla scuola di Arcetri, si laureò in Fisica nel 1949. Ha ricoperto la cattedra di Astronomia dell'università di Catania dal 1967 al 1976 dove ne diresse l'Osservatorio.
Nel 1976 gli fu conferita, presso l'Università di Firenze, la prima cattedra in Europa di fisica solare. È stato membro e fondatore di progetti di ricerca in campo nazionale e internazionale nell'ambito dello studio del Sole e delle stelle. Importanti le sue ricerche sulle atmosfere stellari e sulla teoria magnetoidrodinamica dell'attività solare.

## Incarichi
- Direttore dell'Osservatorio astronomico di Catania 1967 - 1976[1].
- International Astronomical Union.
  - Member of Division II Commission 10 Solar Activity.
  - Member of Division II Commission 12 Solar Radiation & Structure[2].
  - Member of Division V Commission 27 Variable Stars.
  - Member of Division III Commission 51 Bio-Astronomy.
  - Member of Division II Sun & Heliosphere.
  - Member of Division III Planetary Systems Sciences[3].
  - Member of Division V Variable Stars.

## Opere
- Giovanni Godoli, Sfere armoniche. Storia dell'astronomia, Torino, UTET, 1993, ISBN 9788877502278.
- Giovanni Godoli, Il Sole, la stella del giorno, Firenze, Giunti, 1988, ISBN 9788809760615.
- Giovanni Godoli, Il Sole - storia di una stella, Torino, Einaudi, 1982, ISBN 9788806537029.
- Giovanni Godoli, Mazzucconi Fabrizio, Noci Giancarlo, Catalogo delle surges solari sul disco - Osservate ad Arcetri durante il periodo 1959-1964, Firenze,  Tip. Baccini & Chiappi, 1966, LCCN: 81475081.
- Giovanni Godoli, Mappe dei flocculi solari in radiazione K del Ca II per gli anni internazionali di quiete solare (IQSY) 1964-1965, Roma, Consiglio Nazionale della Ricerche, 1967, LCCN: 77568206.
- Giovanni Godoli, Nuova riduzione della osservazioni di protuberanza eseguite all'Osservatorio Astrofisico de Arcetri durante i cicli 17, 18, 19, 1961, Accademia Nazionale dei Lincei, 1961.